# S/y Maria

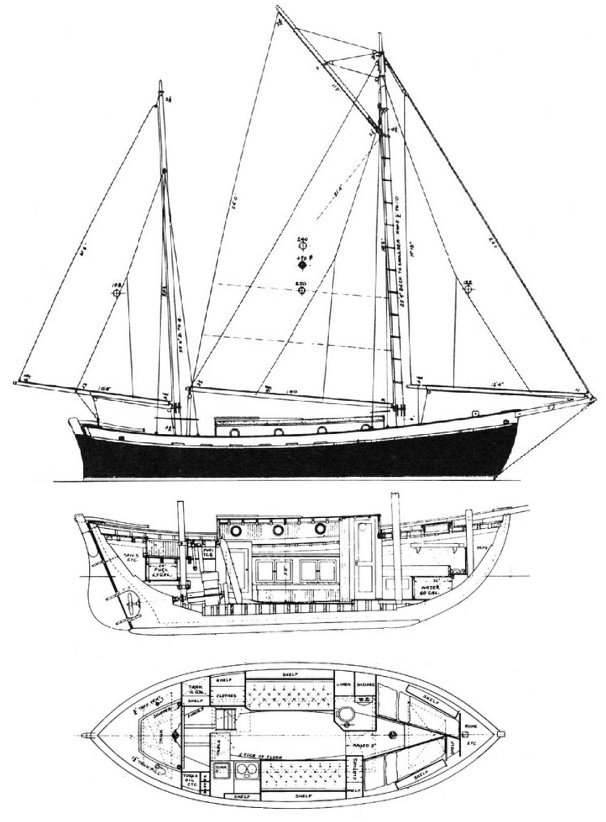
Tahiti ketch, rok budowy: 1928,
projekt: John G. Hanna (1889–1947)

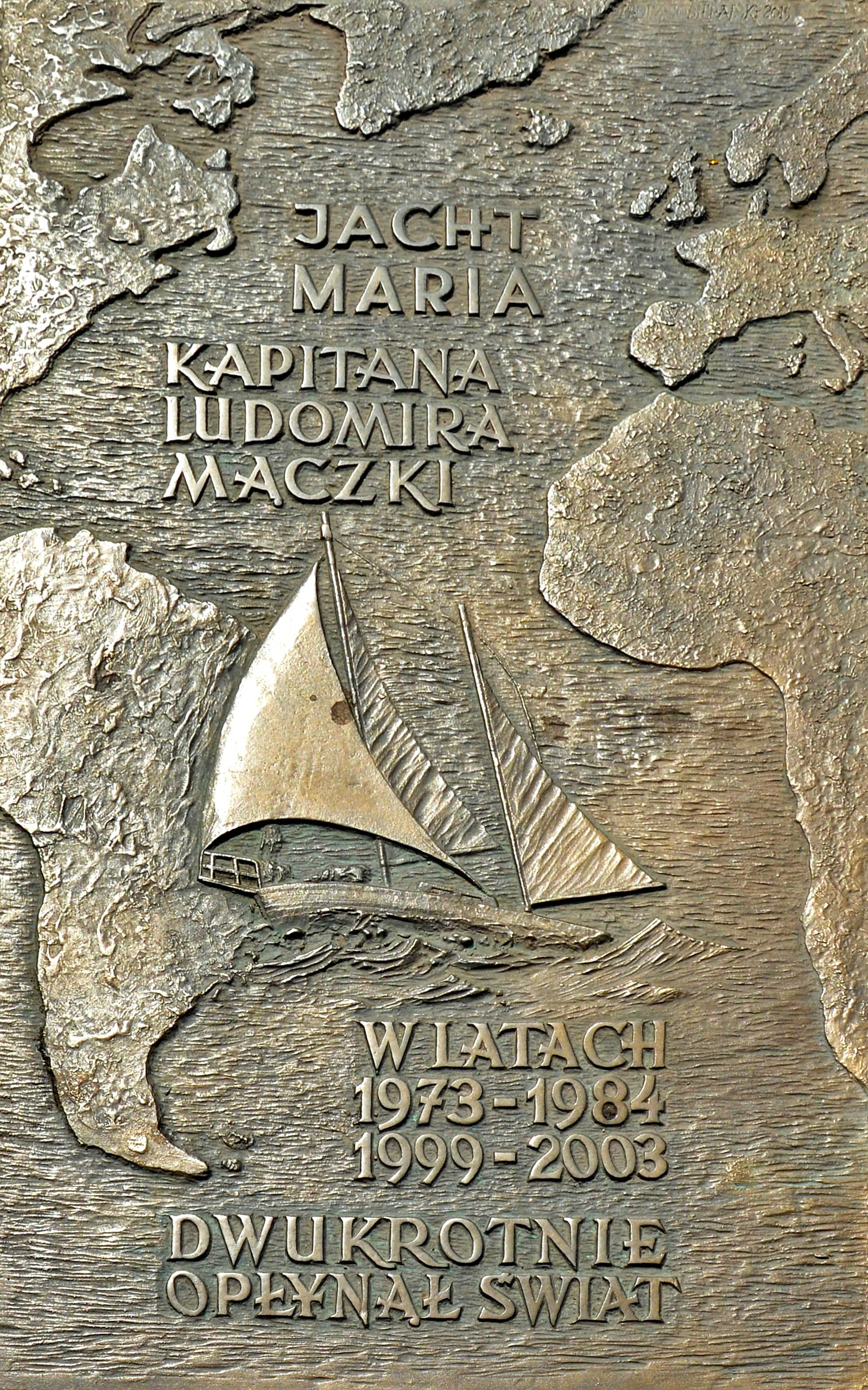
Tablica pamiątkowa na Bulwarze Piastowskim w Szczecinie, w Alei Żeglarzy

Maria – polski jacht zbudowany w Gdańsku i zwodowany w 1971 roku, pływający pod banderą polską i kanadyjską; typ ożaglowania – kecz. Długość jachtu – 9,80 m (z bukszprytem 11,20 m), szerokość maksymalna – 3,20 m. Ma okrągłodenny kadłub drewniany – dębowy szkielet i mahoniowe poszycie o grubości 35 mm. Został początkowo wyposażony w:
- dwa komplety żagli podstawowych z dakronu o powierzchni pomiarowej 46 m² (kliwer, fok, grot, bezan) oraz żagle dodatkowe (genua, apsel, spinaker i żagle sztormowe),
- pomocniczy silnik wysokoprężny 15 KM Volvo Penta MD-2 (z prądnicą i alternatorem do ładowania systemów baterii)
- 2 zbiorniki na wodę po 160 l i zbiornik paliwa 120 l,
- wyposażenie pokładowe, m.in. 3 kotwice, tratwa ratunkowa i składany bączek wiosłowy ,,Stynka”.

Przy sterze zainstalowano prosty samoster.

## Marzenia Ludojada i ich realizacja
Jacht „Maria” został wybudowany na początku lat 70. XX w. przez Jerzego Mańkowskiego, który nazwał go Maria wzorując się na nazwach nadawanych handlowym żaglowcom skandynawskim pod koniec XIX wieku. Jacht zaprojektował Wacław Liskiewicz, mąż Krystyny Chojnowskiej-Liskiewicz, żeglarz i konstruktor jachtów, np. Mazurka, Copernicususa, serii: Opal, Nefryt, Conrad 45. Maria została zaprojektowana na wzór konstrukcji Colina Archera i Johna G. Hanny (Tahiti ketch).
Po kilku latach od wybudowania jachtu kupił go od Jerzego Mańkowskiego Ludomir Mączka (dla licznych przyjaciół – Ludek lub Ludojad) – podróżnik, geolog, geograf i żeglarz – którego marzeniem było swobodne wędrowanie po świecie, wbrew sytuacji politycznej, panującej w Polsce w tym okresie. Jego pierwsze podróże zagraniczne wiązały się z wykonywanym zawodem – pracował jako geolog w Mongolii i Zambii. Żyjąc zawsze skromnie zgromadził „dewizy”, które w ówczesnej Polsce uczyniły z niego „milionera”. Stało się możliwe sfinansowanie zakupu jachtu i zaplanowanie wyprawy dookoła świata.
Przyjaciele ze Szczecińskiego AZS żartobliwie nadali jachtowi imię „Kaprys milionera”, malując ten napis na rufie pastą do zębów, tuż przed przybyciem dziennikarza, który miał przygotować relację z przygotowań do pierwszej podróży). Film dokumentalny na temat jachtu i planów kapitana Mączki jego twórca, Andrzej E. Androchowicz, zatytułował Kaprys „Ludojada”.
Po ponad 25 latach – przed kolejną wielką wyprawą – Ludomir Mączka tak wspominał początek przygody z „Marią”:

…spotkałem swoje marzenie. No i wyszło, można to określić romantycznie, miłość od pierwszego wejrzenia. Była, no może nie za smukła, ale zgrabna, ładna… można powiedzieć nawet piękna. No i praktycznie to o czym marzyłem. No, oczywiście pierwsze kroki były trudne i jak zawsze kosztowne, no bo marzenia nie są darmowe, no ale akurat miałem trochę pieniędzy i zaszalałem. No i tak to się zaczęło no i już 27 lat historia się ciągnie…

W opisie filmu „Nie obawiaj się być szczęśliwym” (prod. 1999), prezentowanego w listopadzie 2011 roku w Warszawie (w czasie Przeglądu Filmów Żeglarskich JachtFilm), znalazł się fragment ilustrujący atmosferę przygotowań do podróży:

Na przystani w Szczecinie Ludek z pomocą przyjaciół żeglarzy przygotowuje „Marię” do wyprawy, ceruje żagle… liczy suszone kiełbasy i grając w szachy pije swoją słynną jerba mate. Świadomy upływającego czasu, opowiada o kończącym się powoli życiu na jachcie, o swojej ukochanej „Marii”, która jest dla niego domem, żoną, kochanką, którą czasem w życiu zostawiał, ale nigdy nie zdradził…

Drugiego rejsu dookoła świata Ludomirowi Mączce nie pozwolił dokończyć stan zdrowia. Przekazał dowodzenie jachtem Maciejowi Krzeptowskiemu, który kontynuował rejs.

## Pierwszy rejs dookoła świata (1973–1984)
Ludomir Mączka niechętnie udzielał odpowiedzi na pytania o trasę i terminarz wyprawy – preferował spontaniczność, zgodną z naturą podróżnika, a nie łowcy rekordów – jednak załatwienie formalności wymagało ustalenia wstępnego harmonogramu. Przyjęto, że rejs będzie trwał ok. 3 lata, a na trasie rejsu znajdą się:
Szczecin, Świnoujście, Dania, Anglia, Hiszpania, Wyspy Kanaryjskie, Antyle, Wenezuela, Panama, Peru, wyspy Galapagos, Polinezja, Australia, Nowa Gwinea, Indonezja, Malediwy, Mauritius, Afryka, Ameryka Południowa, Europa.
W praktyce, związanej z różnymi okolicznościami wędrówki (w tym – politycznymi), podróż zakończyła się po 11 latach, przy czym kapitan był jedynym stałym członkiem załogi.
Załoga na etapie Szczecin–Peru (wrzesień 1973 – lipiec 1974)
– Ludomir Mączka – j.kpt.ż.w., mgr geologii, kapitan i właściciel jachtu, organizator wyprawy, długoletni członek Jacht Klubu AZS – Szczecin
– Jerzy Mańkowski – j.kpt.ż.w., mechanik, budowniczy i pierwszy właściciel „Marii”, działacz warszawskiego Yacht Klubu Polskiego (uczestnik etapu Szczecin-Casablanka)
– Wojciech Jacobson – j.kpt.ż.w., mgr inż. chemii, członek Jacht Klubu AZS Szczecin, później autor książki pt. „Marią do Peru” (uczestnik etapu Szczecin-Callao)
– Andrzej Marczak – j.kpt.ż.w., mgr inż. mechanik, działacz Jacht Klubu AZS Szczecin (uczestnik etapu Wyspy Kanaryjskie-Callao)
Załoga na etapie do Sydney (luty 1975 – listopad 1975)
– przez Galapagos, Markizy, Rangiroa, Tahiti, Wyspy Suworowa, Samoa, Tonga, Fidżi i Nowe Hebrydy
– Ludomir Mączka
– Antoni Jerzy Pisz – j.kpt.ż.w., później autor książki pt. „Marią przez Pacyfik” (opuścił jacht w Sydney z powodów zdrowotnych)
– Kazimierz Jasica – sternik jachtowy
W latach 1976–1977 L. Mączka i K. Jasica pracowali w Nowej Zelandii i na Tasmanii, starając się o środki na utrzymanie oraz niezbędne naprawy jachtu. Utrzymywali bliski kontakt m.in. z mieszkającym w Wollongong Davidem Walshem – byłym uczestnikiem wokółziemskiego rejsu Władysława Wagnera na jachcie „Zjawa” (Walsh należał w roku 1939 do załogi „Zjawa III”). W następnych latach K. Jasica ożenił się i podjął decyzję o pozostaniu w Australii, na emigracji.
W pierwszym przejściu przez Ocean Indyjski uczestniczył Jerzy Boehm. O drugim przejściu (powrocie do Australii) Ludomir Mączka zdecydował, gdy dowiedział się w Durbanie, że „Bemuś” marzy o obejrzeniu Wielkiej Rafy Koralowej Rosnące napięcie polityczne w Polsce utrudniało realizację dalszych wymian członków załogi. W kolejnych etapach wędrówki brali udział żeglarze polonijni i zagraniczni (m.in. Tadeusz Pośpiech, kolega z JK AZS Szczecin, który wyemigrował do Niemiec). W trzecim przejściu przez Ocean Indyjski (1981) uczestniczył Jim Doyle, kolega Ludka z kursu spadochronowego w Darwin, a w czasie trzeciego przejścia przez Atlantyk (1982) towarzyszył Mączce Fritz Enichlmair – Austriak, trębacz z filharmonii w Kapsztadzie (załoga rybackiego statku „Hajduk” była zaskoczona spotkaniem na oceanie małego polskiego jachtu, na którego pokładzie trębacz grał marsze i inne utwory). Wojciech Jacobson ponownie zamustrował się na „Marię” (wraz z Markiem Kowalskim, kolegą z klubu i uczelni) dopiero po zawieszeniu stanu wojennego, w czerwcu 1983 roku (w Polsce wydarzeniem tego miesiąca była druga wizyta Jana Pawła II). Ostatnia załoga przebyła trasę wzdłuż wybrzeża Ameryki Południowej oraz przez Atlantyk Północny, zamykając pętlę wokółziemskiego rejsu „Marii” i Ludka na szerokości Karaibów. Podróż zakończono w Hawrze, gdzie „Maria” została wyciągnięta na ląd, a Ludomir Mączka i Wojciech Jacobson włączyli się, na zaproszenie Janusza Kurbiela, do przygotowań do rejsu „Vagabond II” przez Przejście NW. Postój „Marii” w Hawrze miał trwać 1–2 lata, lecz trwał 7 lat.

Objaśnienia:
kolor czerwony – trasa: Europa (Szczecin) – Ocean Atlantycki (pierwsze przejście) – Kanał Panamski – Ocean Spokojny – obejście Australii od strony północnej – Ocean Indyjski (pierwsze przejście) – Durban/Kapsztad
kolor niebieski – trasa: Durban – Ocean Indyjski (drugie przejście) – obejście Australii od strony południowej – Ocean Indyjski (trzecie przejście) – Durban/Kapsztad – Ocean Atlantycki (drugie przejście) – wschodnie wybrzeże Ameryki Południowej – Ocean Atlantycki (trzecie przejście) – Europa (Hawr),
kolor zielony (cyfra 4) – rejs z Jerzym Kurowskim, goszczącym załogę w Wenezueli,
kolor pomarańczowy (cyfra 6) – przeloty na Nową Zelandię i Tasmanię, w ramach pobytu w celach zarobkowych
członkowie załogi:
Kolor czerwony: 1 – Jerzy Mańkowski, Wojciech Jacobson, 2 – Wojciech Jacobson, 3 – Wojciech Jacobson, Andrzej Marczak,
kolor zielony: 4 – Wojciech Jacobson, Andrzej Marczak, Jerzy Kurowski,
5 – Jerzy Pisz, Kazimierz Jasica, 6 – Kazimierz Jasica, David Walsh, Leif Boefeld, 7 – Bogdan Zahajkiewicz, 8 – Barbara i Glen Dicker, 9 – samotnie, 10 – Jerzy Boehm, 11 – Jerzy Boehm, Tadeusz Rochoń, 12 – Jerzy Boehm, 13 – Jerzy Boehm, Tadeusz Pośpiech, 14 – Jerzy Boehm, Tadeusz Pośpiech i Weitraud Witte-Pośpiech, David Wals, Maciej Rutkowski, Jim Carsley (Morze Arafura) i inni, 15 – Jim Doyle, 16 – Jim Doyle, John Jaques Mollineau, 17 – Andrzej Willman (do East London), 18 – Fritz Enichlmair, 18 – Wojciech Jacobson, Marek Kowalski

## World Polonia Sailing Jamboree 1991
W lipcu 1991 kluby żeglarskie z Chicago i Londynu (Andrzej W. Piotrowski, Jerzy Knabe, Leszek Kosek z Australii) zorganizowały w Polsce spotkanie jachtów polonijnych z całego świata – World Polonia Sailing Jamboree – Poland 1991. Do udziału w imprezie organizatorzy zaprosili m.in. mieszkającego na Florydzie Władysława Wagnera – polskiego żeglarza i pisarza, który w latach 1932–1939 opłynął pod żaglami kulę ziemską (jachty „Zjawa”, „Zjawa II” i „Zjawa III”), lecz z powodu wybuchu II wojny światowej nie zakończył rejsu w punkcie wyjścia – w Gdyni. Zaprosili również Ludomira Mączkę, borykającego się wówczas z problemami finansowymi (mieszkał w Chicago, a potem w Toronto u przyjaciela, Bolesława Korneluka, który „adoptował go na ojca”). Zachęcili go do podjęcia trudu przeprowadzenia jego „Marii” – stojącej od roku 1984 w Hawrze – do Polski i do uczestnictwa w uroczystościach. Wcześniej L. Mączka zarejestrował „Marię” w Vancouver, gdzie zamierzał ją przeprowadzić, jednak zachował przynależność klubową do JK AZS Szczecin. Udział w rejsie jachtu „Marii” z Hawru do Gdyni, Kołobrzegu i Szczecina zadeklarowali David Walsh z Australii – uczestnik rejsu „Zjawy III” (1939) i pierwszej wokółziemskiej wyprawy Ludomira Mączki (1976, 1980) i Francis Dumarski („Popof”) z Brazylii – przyjaciel Leonida Teligi, z którym utrzymywał kontakt od czasu pobytu s/y Opty na Tahiti. Członkowie załogi (średnia wieku znacznie powyżej 60 lat) spodziewali się, że ich wspólny rejs będzie symbolicznym ostatecznym zakończeniem w Polsce trzech wielkich rejsów wokółziemskich – rejsów „Zjawy”, „Opty” i „Marii”, jednak prace przygotowawcze do wodowania postępowały opornie (były prowadzone przy niesprzyjającej pogodzie, zdrowie członków załogi zawodziło). W remoncie i wodowaniu pomogli Bolesław Korneluk i Georges Bourque z Kanady oraz załogi jachtów s/y Solidarity Andrzeja Piotrowskiego i s/y „Free Poland” Ryszarda Rewuckiego. W czasie rejsu spóźnionej „Marii” w kierunku Polski bardzo pogorszył się stan zdrowia Davida Walsha – został przewieziony, z objawami zapalenia płuc, do szpitala w Hoek van Holland (zmarł w Vlaardingen Holy Hospital w Rotterdamie 20 sierpnia 1991).
We wpływającej do Gdyni w połowie lipca 1991 flotylli 26. polonijnych jachtów z USA, Kanady, Wielkiej Brytanii, Niemiec, Danii, Szwecji i Finlandii – prowadzonej przez jacht „Solidarity” pod spinakerem z wielkim stylizowanym orłem w koronie – nie było „Marii”. Dołączyła do parady zlotowych jachtów w Kołobrzegu, a następnie została wyslipowana na przystani PTTK w Szczecinie. Ludomir Mączka, który miał w Szczecinie liczne grono serdecznych przyjaciół (m.in. Ewa i Wojciech Jacobsonowie), dostał miejsce na postój jachtu, magazynek na części i domek kempingowy. Tak wspominał ten okres:

Robiłem tam za stróża łódek i próbowałem remontować „Marię”. Nie płaciłem praktycznie za nic, a za stróżowanie miałem parę groszy na potrzeby „Marii”. Od Czapińskiego z Trzebieży dostałem bom ze „Śmiałego”, plexi na bulaje znalazłem na śmietniku, jeszcze w Le Havre. Te saksy w Polsce, obywatela Kanady, to był rodzaj mikoryzy współpasożytniczej. Później, w 1992 roku […], wróciłem do Toronto, do Bolków.

## Śladami Magellana (1999–2003)

### Przygotowania
Przygotowania do kolejnego wielkiego rejsu „Marii” były prowadzone przez kilka lat. W latach 1995–1997 Ludomir Mączka ponownie przebywał w Polsce. Początkowo większość prac remontowych (w tym nowe maszty, wymiana takielunku, nowy silnik) finansował Kazimierz Odon, który – w ramach umowy z Ludkiem – miał otrzymać 49% własności „Marii” i wziąć udział we wspólnym rejsie dookoła świata. Do realizacji tych planów nie doszło. Mączka spłacił współwłaściciela jachtu i prowadził remont nadal, m.in. z finansową pomocą innych kolegów z przystani. W roku 1999, na benefisie zorganizowanym w Kanadzie z okazji 50 lat żeglowania, otrzymał 800 dolarową dotację na wyprawę śladami Magellana, ponieważ od czasu wyprawy dookoła Ameryki Południowej na s/y Śmiały (1964–1966) marzył o powrocie w rejon Patagonii. Decyzja o tej wyprawie została ostatecznie podjęta pod wpływem przyjaciela – czeskiego żeglarza, budowniczego jachtów i pisarza, Rudolfa Krautschneidera („Rudy”), organizatora wyprawy „Victoria 2000” („Magellan 2000”), w którą wyruszał na jachtach „Polarka” i „Victoria”.
W okresie bezpośrednio poprzedzającym rozpoczęcie rejsu Ludek miał już ponad 70 lat. Wspominał ten okres:

W maju 1999 w Szczecinie ciągle lało i było dość chłodno. Zwodowałem „Marię”. Przedtem wyjąłem Ją z wody i wyczyściłem. Nawet niewiele obrosła w słodkiej wodzie, mimo że była bez antyfoulingu. Dałem jedną warstwę farby dennej i na wszelki wypadek grubą warstwę norweskiej antyporostówki. Farbę dostałem od kolegów za „Smugi Cienia”. Była dość gęsta, ale postanowiłem nie rozcieńczać, więc namęczyłem się wałkiem, że aż w krzyżu mi trzeszczało. Wymalowałem też linię wodną. Burty trzymały się bardzo dobre, dzięki lakierowi francuskiemu, który dostałem od Kazia Odona. Teraz dostałem dobry lakier angielski, ale nie pamiętam już od kogo dostałem. – Jak pogoda się poprawi, to pomaluję dwa razy – pomyślałem. […] W czerwcu postawiłem maszty. […] Wreszcie wyplątałem się z długów. Zainstalowałem radio i sprawdziłem elektrykę. Przeszedłem wtedy na żarówki halogenowe. […] od Sysaków, to jest od Małgosi Wróblickiej i jej męża dostałem 100 kilo suszonych warzyw, a z Kanady od Bolków, przyprawy i wiertarkę. […] zapas prowiantu miałem na rok.

Kłopotliwe okazało się również skompletowanie załogi. Poważnie zachorował Ziemowit Ostrowski (rówieśnik kapitana), który miał płynąć na „Marii”.

### Etap Szczecin–Auckland
Gdy „Maria” wypływała w swój drugi rejs wokółziemski, jej załogę stanowili żeglarze wcześniej Ludkowi nie znani: Leon Wróblewski oraz Ola Gąska z Uniwersytetu Szczecińskiego i Andrzej Krzeptowski – syn Macieja (oboje wytrwali tylko do Kanału Kilońskiego).
„Maria” dotarła do Cuxhaven w połowie sierpnia. W kanale wyprzedziły ją oba jachty „Rudy” Krautschneidera. Po niemal miesięcznej żegludze dotarła do Lizbony, a następnie do Dakaru, aby zabrać stamtąd kilkoro uczestników polskiej wyprawy naukowej i przewieźć ich na Wyspy Zielonego Przylądka (Cabo Verde). „Maria” spóźniła się i wszystkich niecierpliwie czekających zabrała „Polarka” (w ogromnym tłoku). W Lizbonie do załogi dołączyła czeska żeglarka „wypożyczona” przez Rudę z „Victorki”, Jana Kmetova. Z Dakaru skierowano się do Cabo Verde (Wyspy Zielonego Przylądka), gdzie Janę Kmetową, która dołączyła do załogi „Polarki”, zastąpił Andrzej Kamiński z Warszawy. Z trzyosobową załogą jacht spokojnie przepłynął Atlantyk, zmierzając do Montevideo, jednak w końcu przelotu sztorm wymusił zmianę planów – 13 grudnia zacumowano w Yate Clube do Esprito Santo w Vitoria. Święta Bożego Narodzenia załoga spędziła w drodze do Montevideo. 7 stycznia 2000 jacht stanął początkowo w basenie rybackim, w którym przystąpiono do niezbędnych napraw, m.in. alternatora i radiostacji. Pomocy technicznej udzieliły załogi statków rybackich „Bonito” (PPDiUR „Gryf” ze Szczecina) i „Avior”. Leon Wróblewski odleciał do Polski, a do załogi dołączył kpt. Maciej Krzeptowski, ichtiolog w Muzeum Morskim w Szczecinie), który wiązał uczestnictwo w wyprawie śladami Magellana z realizacją programu badań naukowych „Latimeria”. S/y „Maria”, z jej powszechnie znanym kapitanem, budziła duże zainteresowanie mediów. Jej załoga była serdecznie goszczona przez polską ambasadę (ambasador Jarosław Gugała). L. Mączka wymienił, w trybie pilnym swój stary, nieważny polski paszport na nowy.

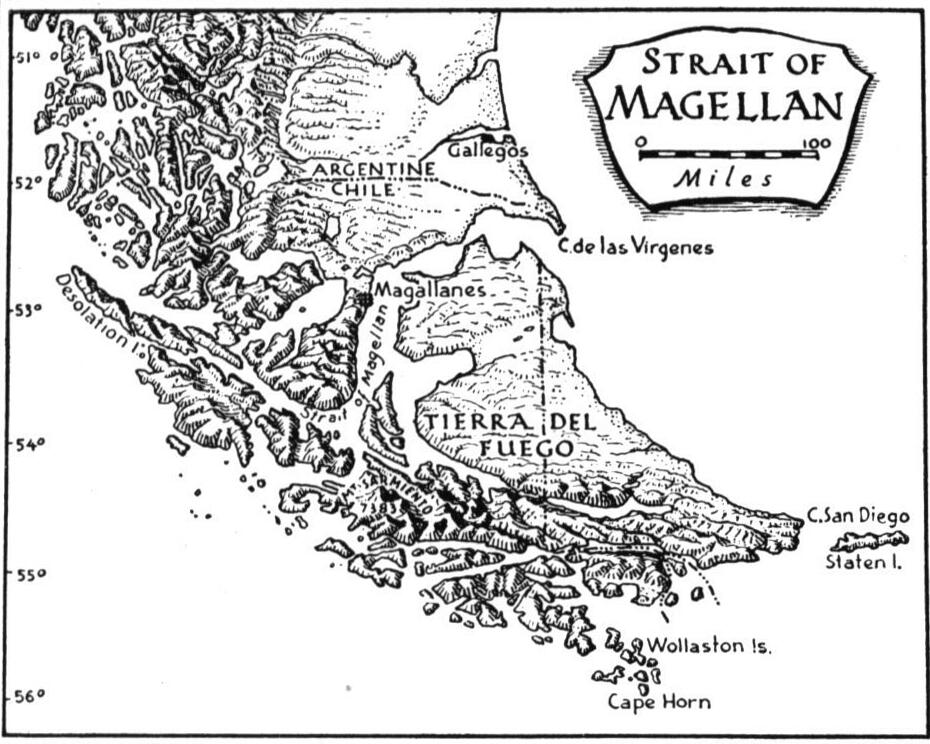

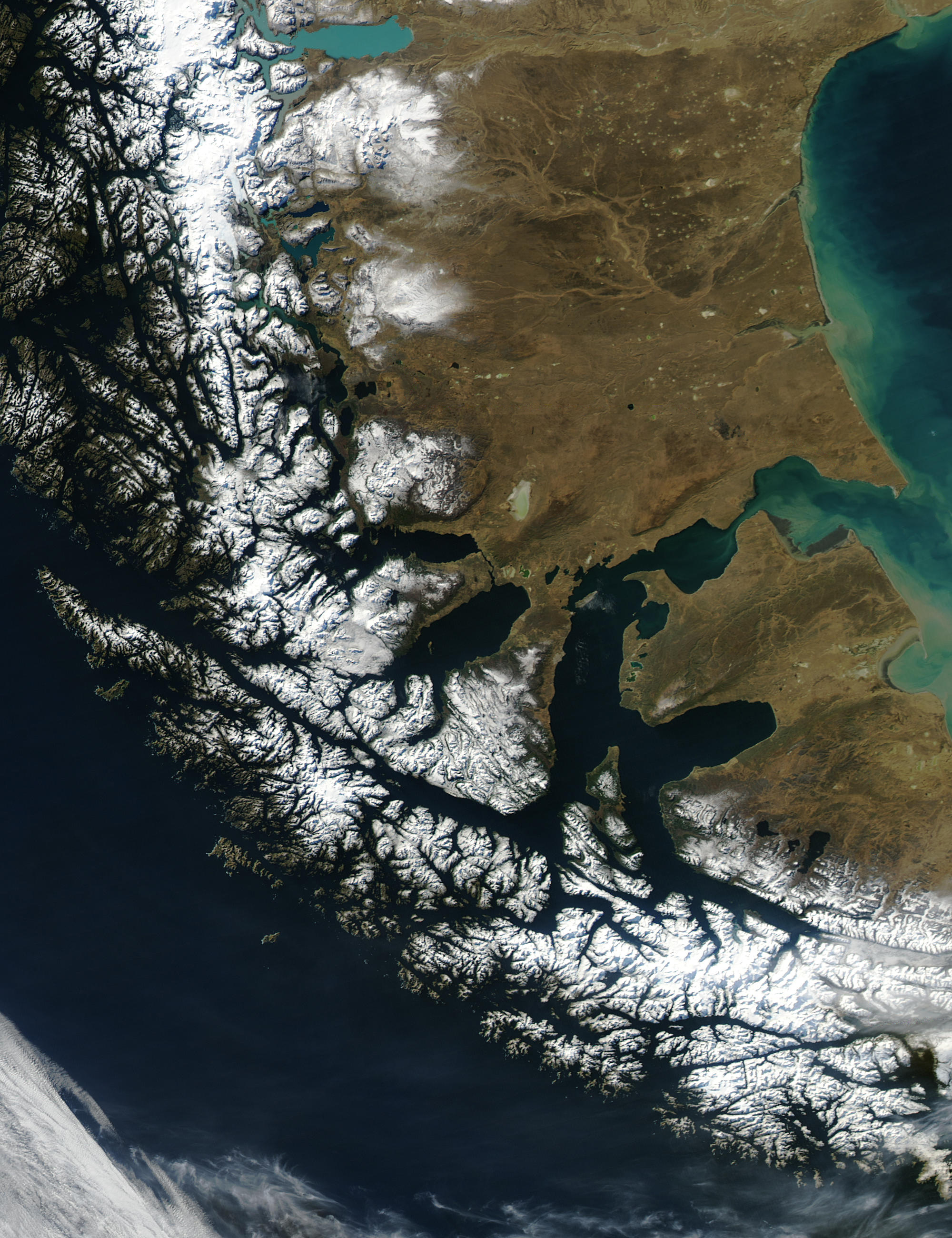
Cieśnina Magellana (odkryta i przepłynięta przez Ferdynanda Magellana w roku 1520) – fragment trasy rejsu s/y „Śmiały” dookoła Ameryki Południowej (1966) i drugiej wokółziemskiej trasy jachtu „Maria” (2000)

Z Montevideo wyruszono do Mar del Plata (22 stycznia – 15 lutego 2000). W tym przelocie uczestniczył czwarty członek załogi, początkujący żeglarz Ireneusz Jurkowski, na którym silne wrażenie wywarł spokój kapitana Mączki w sytuacji, gdy załoga nie nadążała z wyczerpywaniem i wypompowywaniem wody gromadzącej się pod pokładem:

Ludek, który ciągle siedział za sterem, nie przejął się tą sytuacją i zdecydował, że płyniemy dalej. […] Po kilku następnych godzinach sytuacja wyglądała lepiej. Byliśmy szybsi od przecieku, a po jakimś czasie zmienialiśmy się tylko przy pompie. Na drugi dzień rano ciągły dyżur przy pompie nie był już potrzebny.

We wspomnieniach Ludka Mączki, dotyczących okresu przygotowań do przejścia Cieśniny Magellana, znalazły się zdania:

W Mar der Plata wyjąłem „Marię” na ląd, oskrobałem, uszczelniłem i pomalowałem. Z całego świata ludzie do mnie telefonowali i pisali e-maile […] Wszyscy dodawali mi otuchy i życzyli pomyślności […] Moja załoga nie bardzo była szczęśliwa, że „Maria” nie jest zbyt rącza, że wymaga ciągłych napraw i doglądania. Jak zawsze ludzie byli uwiązani terminami i zobowiązaniami, a mnie tak naprawdę nigdzie się nie śpieszyło.

Na nastrój na jachcie miały wpływ nie tylko terminowe zobowiązania wykonawców programu „Latimeria”, ale również nasilające się zdrowotne problemy Ludomira Mączki.
W czasie dalszej podróży „Maria” przeszła przez Cieśninę Magellana i Kanały Patagonii. Ludomir Mączka wysoko ocenił żeglarskie umiejętności M. Krzeptowskiego, którymi wykazał się w czasie tego przejścia jako dowodzący jachtem (wysłał rekomendację do Bractwa Wybrzeża).
Po przejściu cieśniny, w połowie kwietnia 2000 roku, do załogi dołączyła w Castro Anna Abraszewska-Kowalczyk (Uniwersytet Łódzki), przywożąc m.in. potrzebne części do radia oraz sprzęt do pobierania próbek planktonu pelagicznego. Z Castro droga prowadziła do Valdivii, gdzie jacht ponownie uszczelniono i pomalowano:

Wymieniłem też sztag, stenwanty, achtersztag i naprawiłam samoster. […] Nasi uczeni nawiązali kontakt z Uniwersytetem w Valdivii i zaokrętowaliśmy studenta biologii morza Francesca Viddi.

Dokonano również zmian konstrukcyjnych, m.in. zwiększających komfort na jachcie, które jego właściciel akceptował z trudem.
Na Oceanie Spokojnym „Maria” w pierwszej kolejności odwiedziła archipelag San Juan Fernandez – na Wyspie Robinsona Maciej Krzeptowski został zaprzysiężony na członka Bractwa Wybrzeża z cyfrą 80 i tytułem „hermano Robinson Crusoe”.
W czasie dalszej wędrówki – przez Markizy, Samoa, Tonga – Ludomir Mączka czuł się coraz gorzej (na niektórych wyspach nie schodził na ląd), jednak z optymizmem marzył o kolejnych podróżach na „Marii”, ze starymi przyjaciółmi. We wrześniu napisał z Nuku Hiva do Bolesława Korneluka i jego żony list mniej optymistyczny, m.in.:

… W Auckland będę wiedział, czy idziemy z Maćkiem szukać Latimerii […] czy zatrzymamy się w RPA, czy zmontujemy silną załogę i od razu ruszymy przez Cape Good Hope na Azory. To będzie mój ostatni ewentualnie rejs na „Marii”. Liczyłem na pełną sprawność, jeszcze te dwa lata, ale niestety. Mam nadzieję, że mnie trochę podreperuje dr Piątek. Aby do Szczecina, bo nie wypada zawieść przyjaciół. […] Ale to już koniec. Nie będę pływał jako „balast”. No i „Maria” będzie w Szczecinie, bo tam jest taniej i coś można będzie koło niej zrobić. Ale ja nie jestem wieczny. Łódkę Ci zostawię, bo nie mam komu jej zostawić, a Przyjaciela się nie sprzedaje.

11 grudnia 2000 roku „Maria” dopłynęła do Auckland (Nowa Zelandia), gdzie była serdecznie i godnie przyjęta przez przedstawicieli środowiska polonijnego, a wśród nich uczestnika pierwszego wokółziemskiego rejsu „Marii” i przyjaciela Ludka, Kazimierza Jasicę. Jako mieszkaniec Auckland podjął się on opieki nad jachtem w czasie dłuższego postoju, zaplanowanego w związku z koniecznością wykonania prac konserwatorskich oraz z początkiem okresu cyklonów. Z Nowej Zelandii Anna Abraszewska i Maciej Krzeptowski wrócili do Polski. Opiekę nad jachtem objął Kazimierz Jasica, a Ludomir Mączka odleciał z Auckland na leczenie do Kanady, gdzie poddał się kilku poważnym operacjom kręgosłupa.

### Etap Auckland–Szczecin
W lutym 2002 roku do Auckland przybył ponownie Maciej Krzeptowski (jako kapitan jachtu), z Arturem Dębskim jako członkiem załogi. Rejs jachtu „Maria” był kontynuowany do roku 2003 bez udziału Ludomira Mączki, który 20 marca 2001 napisał z Toronto do Wojciecha Jacobsona m.in.:

Do Nowej Zelandii nie polecę, bo się nie nadaję i wolę posłać forsę na ewentualne remonty i osprzęt ile będę mógł.[…] Palcem ruszyć nie mogę, a już marzę żeby po powrocie „Marii” do Szczecina popłynąć na Alaskę, na Wyspę Kościuszki…

W latach 2002–2003 na trasie rejsu „Marii” znalazły się: Wielka Rafa Koralowa, Cieśnina Torresa, Reunion, Durban, Przylądek Dobrej Nadziei, Wyspa Świętej Heleny, Wyspa Wniebowstąpienia, Tristan da Cunha, Wyspy Fernando de Noronha, Barbados na Karaibach i Azory (stąd powrót do Polski).
Rejs został opisany przez kpt. Macieja Krzeptowskiego w książce „Marią dookoła świata dwadzieścia lat później” oraz w rozdziale „Marią przez dwa oceany” książki pt. „Mam na imię Ludomir”, napisanej wspólnie z Wojciechem Jacobsonem.

Objaśnienia:
kolor czerwony – trasa przebyta z udziałem kpt. Ludomira Mączki („Ludka”, właściciela jachtu),
kolor niebieski – trasa przebyta po wycofaniu się Ludka z powodu choroby.
załoga:
1 – Ludek Mączka, Leon Wróblewski, Ola Gąska, Andrzej Krzeptowski, 2 – Ludek Mączka, Leon Wróblewski, 3 – Ludek Mączka, Leon Wróblewski, Jana Kmetova, 4 – Ludek Mączka, Leon Wróblewski, Andrzej Kamiński, 5 – Ludek Mączka, Maciej Krzeptowski, Andrzej Kamiński, Ireneusz Jurkowski, 6 – Ludek Mączka, Maciej Krzeptowski, Andrzej Kamiński, 7 – Ludek Mączka, Maciej Krzeptowski, Andrzej Kamiński, Anna Abraszewska-Kowalczyk, 8 – Ludek Mączka, Maciej Krzeptowski, Anna Abraszewska-Kowalczyk, Francesco Viddi, 9–14 – Maciej Krzeptowski (kapitan) i członkowie załóg (zmieniających się na kolejnych odcinkach): Dębski, John Duncan, Anna Abraszewska-Kowalczyk, Krzysztof Woronowicz, Andrzej Lewandowski, Andrzej Piotrowski, Krzysztof Sakwa, Paweł Piotrowski, Mirosław Rzechuła, Jędrzej Krzeptowski

## Po zakończeniu rejsu Magellan 2000

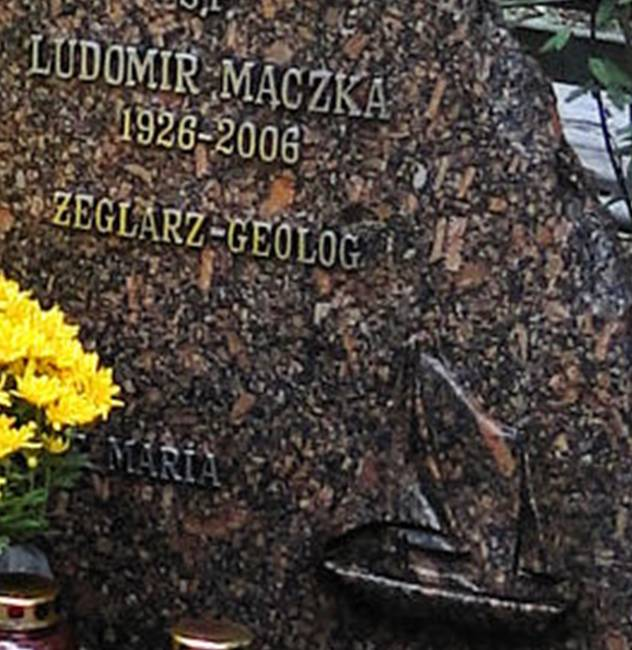
Fragment nagrobka Ludomira Mączki na Cmentarzu Centralnym w Szczecinie

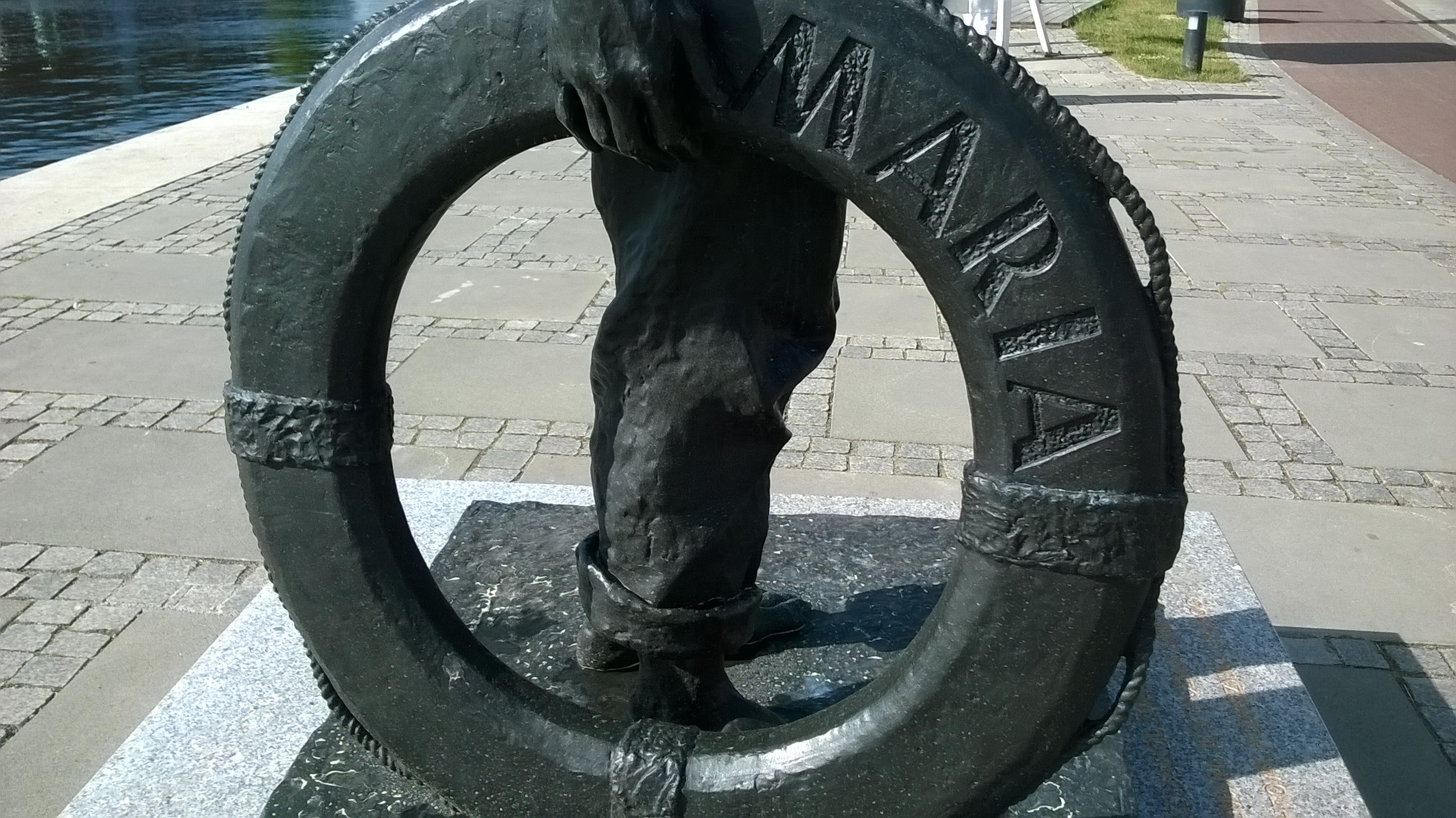
Koło ratunkowe s/y „Maria” jest fragmentem rzeźby kpt. Mączki, ustawionej w Alei Żeglarzy, na Bulwarze Piastowskim w Szczecinie. Na uroczystości odsłonięcia była obecna Maria ze swoimi opiekunami – Aleksandrą i Andrzejem Kocewiczami.

30 sierpnia 2003 roku „Maria” została uroczyście powitana w Szczecinie, jako pierwszy polski jacht, który dwukrotnie opłynął kulę ziemską. Na macierzystej przystani JK AZS jej cumy odebrał poruszający się o kulach Ludomir Mączka. W dzienniku jachtowym wpisał:

Dziękuję. Odebrałem Ship shape.

Potem stopniowo klarował jacht, chowając część sprzętu do dwóch magazynków, udostępnionych na przystani. Nie odzyskał zdrowia – nie wypłynął już więcej na „Marii” samodzielnie, ale żeglował jeszcze z przyjaciółmi po Jeziorze Dąbskim i wziął udział w Regatach Old Timerów. „Maria” została wyciągnięta na ląd na początku listopada 2003 (pod okiem kapitana) i wprowadzona do hali przemysłowej w Camping Marina. Ludomir Mączka zmarł 30 stycznia 2006.

## Dalsze losy „Marii”
Pod koniec życia, Ludomir Mączka zapisał swój ukochany jacht - „Marię” przyjacielowi z Kanady - Bolesławowi Kornelukowi. Po śmierci Bolesława Korneluka - właścicielem jachtu stała się jego żona, która powierzyła opiekę nad jachtem Zachodniopomorskiemu Stowarzyszenia Dziedzictwo Morza. Wkrótce rozpoczęło ono szeroko zakrojone prace remontowe na jachcie obejmujące m.in. silnik, kadłub, pokład, instalacje wewnętrzne i wyposażenie. W 2019 r. Stowarzyszenie Dziedzictwo Morza stało się właścicielem jachtu i rozpoczęło jego wodną eksploatację biorąc udział m.in. w projekcie „Sail Szczecin” oraz  w 56. Etapowych Regatach Turystycznych. Planowany jest udział jachtu w kolejnych imprezach żeglarskich oraz wykorzystywanie go w morskiej edukacji młodzieży.
26 listopada 2019 roku Polskie Radio Szczecin wyemitowało audycję „Drugie życie Marii”, której autorką jest reporterka żeglarska i morska, Katarzyna Wolnik-Sayna.